# World Cup of Darts
| World Cup of Darts  | World Cup of Darts      |
| ------------------- | ----------------------- |
| Sportart            | Darts                   |
| Organisator         | PDC                     |
| Turnierart          | Einladungsturnier       |
| Austragungsort      | diverse                 |
| Austragungszeitraum | wechselnd               |
| Rekordsieger        | England (5×)            |
| amtierender Sieger  | Nordirland              |
| Letzte Austragung   | World Cup of Darts 2025 |
| Nächste Austragung  | World Cup of Darts 2026 |

Beim World Cup of Darts handelt es sich um den einzigen Teamwettbewerb der Professional Darts Corporation (PDC). Dabei nehmen jeweils die beiden besten Spieler einer Nation in der Order of Merit an diesem Wettbewerb für ihr Land teil.

## Format
Seit 2023 werden alle Spiele als Doppel ausgetragen. Dabei wechseln sich die Spieler eines Landes nach jeder Aufnahme, also auch während der legs, ab. In der Gruppenphase lautet der Modus best of 7 legs. Im Achtelfinale, Viertelfinale und Halbfinale wird über die Distanz best of 15 legs gespielt. Das Finale wird schließlich im Modus best of 19 legs ausgetragen. 
Bis einschließlich 2022 wurde in einem anderen Modus gespielt. Jeder Spieler spielte gegen beide Spieler der jeweils anderen Nation in einem best of legs-Modus um Punkte. Zudem gab es ein Doppel. Wenn ein Team eine bestimmte Punktzahl zuerst erreicht hatte, gewann sie das Spiel; es musste also nicht zwangsläufig zu allen möglichen Duellen kommen. Die erste Turnierrunde hingegen fand ausschließlich im Doppel statt.

## Geschichte
Im Jahr 2010 hat die PDC erstmals mit dem World Cup of Darts ein Major Event mit Teams ausgerichtet. In Newcastle trafen dabei die besten 24 Nationen der PDC Order of Merit aufeinander. Besonderheit dieses Turnieres war bis 2023 der Mix aus Einzel- und Doppelwettbewerben.

## Finalergebnisse
| Jahr | Austragungsort                            | Sieger                                               | Ergebnis | Finalist                                             | Sponsor         | Preisgeld | Preisgeld |
| Jahr | Austragungsort                            | Sieger                                               | Ergebnis | Finalist                                             | Sponsor         | Gesamt    | Sieger    |
| ---- | ----------------------------------------- | ---------------------------------------------------- | -------- | ---------------------------------------------------- | --------------- | --------- | --------- |
| 2010 | Rainton Meadows Arena, Houghton-le-Spring | Niederlande Raymond van Barneveld Co Stompé          | 4 : 2    | Wales Mark Webster Barrie Bates                      | Cash Converters | 0£150.000 | 0£40.000  |
| 2012 | Sporthalle, Hamburg                       | England Phil Taylor Adrian Lewis                     | 3 : 3 1  | Australien Simon Whitlock Paul Nicholson             | Cash Converters | 0£150.000 | 0£40.000  |
| 2013 | Sporthalle, Hamburg                       | England Phil Taylor Adrian Lewis                     | 3 : 1    | Belgien Kim Huybrechts Ronny Huybrechts              | Betfair         | 0£150.000 | 0£40.000  |
| 2014 | Sporthalle, Hamburg                       | Niederlande Michael van Gerwen Raymond van Barneveld | 3 : 0    | England Phil Taylor Adrian Lewis                     | Bwin            | 0£200.000 | 0£40.000  |
| 2015 | Eissporthalle, Frankfurt am Main          | England Phil Taylor Adrian Lewis                     | 3 : 2    | Schottland Gary Anderson Peter Wright                | Bwin            | 0£250.000 | 0£50.000  |
| 2016 | Eissporthalle, Frankfurt am Main          | England Phil Taylor Adrian Lewis                     | 3 : 2    | Niederlande Michael van Gerwen Raymond van Barneveld | Betway          | 0£250.000 | 0£50.000  |
| 2017 | Eissporthalle, Frankfurt am Main          | Niederlande Michael van Gerwen Raymond van Barneveld | 3 : 1    | Wales Mark Webster Gerwyn Price                      | Betway          | 0£300.000 | 0£60.000  |
| 2018 | Eissporthalle, Frankfurt am Main          | Niederlande Michael van Gerwen Raymond van Barneveld | 3 : 1    | Schottland Gary Anderson Peter Wright                | Betway          | 0£300.000 | 0£60.000  |
| 2019 | Barclaycard Arena, Hamburg                | Schottland Gary Anderson Peter Wright                | 3 : 1    | Irland Steve Lennon William O’Connor                 | BetVictor       | 0£350.000 | 0£70.000  |
| 2020 | Salzburgarena, Salzburg                   | Wales Gerwyn Price Jonny Clayton                     | 3 : 0    | England Michael Smith Rob Cross                      | BetVictor       | 0£350.000 | 0£70.000  |
| 2021 | Sparkassen-Arena, Jena                    | Schottland Peter Wright John Henderson               | 3 : 1    | Österreich Mensur Suljović Rowby-John Rodriguez      | Cazoo           | 0£350.000 | 0£70.000  |
| 2022 | Eissporthalle, Frankfurt am Main          | Australien Damon Heta Simon Whitlock                 | 3 : 1    | Wales Gerwyn Price Jonny Clayton                     | Cazoo           | 0£350.000 | 0£70.000  |
| 2023 | Eissporthalle, Frankfurt am Main          | Wales Gerwyn Price Jonny Clayton                     | 10 : 2   | Schottland Gary Anderson Peter Wright                | My Diesel Claim | 0£450.000 | 0£80.000  |
| 2024 | Eissporthalle, Frankfurt am Main          | England Luke Humphries Michael Smith                 | 10 : 6   | Österreich Mensur Suljović Rowby-John Rodriguez      | BetVictor       | 0£450.000 | 0£80.000  |
| 2025 | Eissporthalle, Frankfurt am Main          | Nordirland Josh Rock Daryl Gurney                    | 10 : 9   | Wales Gerwyn Price Jonny Clayton                     | BetVictor       | 0£450.000 | 0£80.000  |

## Teilnehmer
Siehe auch: World Cup of Darts/Statistiken
| Nation             | Teilnahmen | Teilnahmen                                                                               | Bestes Resultat |
| Nation             | Anzahl     | nach Jahr                                                                                | Bestes Resultat |
| ------------------ | ---------- | ---------------------------------------------------------------------------------------- | --------------- |
| Argentinien        | 1          | 2025                                                                                     | Achtelfinale    |
| Australien         | 15         | 2010, 2012, 2013, 2014, 2015, 2016, 2017, 2018, 2019, 2020, 2021, 2022, 2023, 2024, 2025 | Sieger          |
| Bahrain            | 3          | 2023, 2024, 2025                                                                         | Gruppenphase    |
| Belgien            | 15         | 2010, 2012, 2013, 2014, 2015, 2016, 2017, 2018, 2019, 2020, 2021, 2022, 2023, 2024, 2025 | Zweiter         |
| Brasilien          | 6          | 2017, 2018, 2019, 2020, 2021, 2022                                                       | Achtelfinale    |
| China              | 10         | 2014, 2015, 2016, 2017, 2018, 2019, 2021, 2023, 2024, 2025                               | Achtelfinale    |
| Chinesisch Taipeh  | 2          | 2024, 2025                                                                               | Achtelfinale    |
| Dänemark           | 15         | 2010, 2012, 2013, 2014, 2015, 2016, 2017, 2018, 2019, 2020, 2021, 2022, 2023, 2024, 2025 | Achtelfinale    |
| Deutschland        | 15         | 2010, 2012, 2013, 2014, 2015, 2016, 2017, 2018, 2019, 2020, 2021, 2022, 2023, 2024, 2025 | Halbfinale      |
| England            | 15         | 2010, 2012, 2013, 2014, 2015, 2016, 2017, 2018, 2019, 2020, 2021, 2022, 2023, 2024, 2025 | Sieger          |
| Finnland           | 15         | 2010, 2012, 2013, 2014, 2015, 2016, 2017, 2018, 2019, 2020, 2021, 2022, 2023, 2024, 2025 | Halbfinale      |
| Frankreich         | 4          | 2014, 2023, 2024, 2025                                                                   | Viertelfinale   |
| Gibraltar          | 15         | 2010, 2012, 2013, 2014, 2015, 2016, 2017, 2018, 2019, 2020, 2021, 2022, 2023, 2024, 2025 | Achtelfinale    |
| Griechenland       | 6          | 2016, 2017, 2018, 2019, 2020, 2021                                                       | Achtelfinale    |
| Guyana             | 2          | 2023, 2024                                                                               | Gruppenphase    |
| Hongkong           | 12         | 2014, 2015, 2016, 2017, 2018, 2019, 2020, 2021, 2022, 2023, 2024, 2025                   | Viertelfinale   |
| Indien             | 4          | 2014, 2015, 2023, 2025                                                                   | Gruppenphase    |
| Irland             | 15         | 2010, 2012, 2013, 2014, 2015, 2016, 2017, 2018, 2019, 2020, 2021, 2022, 2023, 2024, 2025 | Zweiter         |
| Island             | 2          | 2023, 2024                                                                               | Gruppenphase    |
| Italien            | 13         | 2013, 2014, 2015, 2016, 2017, 2018, 2019, 2020, 2021, 2022, 2023, 2024, 2025             | Viertelfinale   |
| Japan              | 15         | 2010, 2012, 2013, 2014, 2015, 2016, 2017, 2018, 2019, 2020, 2021, 2022, 2023, 2024, 2025 | Halbfinale      |
| Kanada             | 15         | 2010, 2012, 2013, 2014, 2015, 2016, 2017, 2018, 2019, 2020, 2021, 2022, 2023, 2024, 2025 | Viertelfinale   |
| Kroatien           | 5          | 2012, 2013, 2023, 2024, 2024                                                             | Viertelfinale   |
| Lettland           | 5          | 2020, 2022, 2023, 2024, 2025                                                             | Achtelfinale    |
| Litauen            | 7          | 2019, 2020, 2021, 2022, 2023, 2024, 2025                                                 | Achtelfinale    |
| Malaysia           | 4          | 2012, 2014, 2024, 2025                                                                   | Gruppenphase    |
| Neuseeland         | 14         | 2010, 2012, 2013, 2014, 2015, 2016, 2017, 2018, 2019, 2020, 2022, 2023, 2024, 2025       | Viertelfinale   |
| Niederlande        | 15         | 2010, 2012, 2013, 2014, 2015, 2016, 2017, 2018, 2019, 2020, 2021, 2022, 2023, 2024, 2025 | Sieger          |
| Nordirland         | 15         | 2010, 2012, 2013, 2014, 2015, 2016, 2017, 2018, 2019, 2020, 2021, 2022, 2023, 2024, 2025 | Sieger          |
| Norwegen           | 5          | 2014, 2015, 2016, 2024, 2025                                                             | Achtelfinale    |
| Österreich         | 15         | 2010, 2012, 2013, 2014, 2015, 2016, 2017, 2018, 2019, 2020, 2021, 2022, 2023, 2024, 2025 | Zweiter         |
| Philippinen        | 10         | 2012, 2015, 2016, 2019, 2020, 2021, 2022, 2023, 2024, 2025                               | Achtelfinale    |
| Polen              | 14         | 2010, 2013, 2014, 2015, 2016, 2017, 2018, 2019, 2020, 2021, 2022, 2023, 2024, 2025       | Achtelfinale    |
| Portugal           | 6          | 2020, 2021, 2022, 2023, 2024, 2025                                                       | Achtelfinale    |
| Russland           | 9          | 2010, 2014, 2015, 2016, 2017, 2018, 2019, 2020, 2021                                     | Viertelfinale   |
| Schottland         | 15         | 2010, 2012, 2013, 2014, 2015, 2016, 2017, 2018, 2019, 2020, 2021, 2022, 2023, 2024, 2025 | Sieger          |
| Schweden           | 15         | 2010, 2012, 2013, 2014, 2015, 2016, 2017, 2018, 2019, 2020, 2021, 2022, 2023, 2024, 2025 | Viertelfinale   |
| Schweiz            | 6          | 2017, 2018, 2022, 2023, 2024, 2025                                                       | Achtelfinale    |
| Singapur           | 11         | 2014, 2015, 2016, 2017, 2018, 2019, 2021, 2022, 2023, 2024, 2025                         | Viertelfinale   |
| Slowakei           | 1          | 2010                                                                                     | 1. Runde        |
| Slowenien          | 1          | 2010                                                                                     | 1. Runde        |
| Spanien            | 15         | 2010, 2012, 2013, 2014, 2015, 2016, 2017, 2018, 2019, 2020, 2021, 2022, 2023, 2024, 2025 | Halbfinale      |
| Südafrika          | 14         | 2012, 2013, 2014, 2015, 2016, 2017, 2018, 2019, 2020, 2021, 2022, 2023, 2024, 2025       | Viertelfinale   |
| Thailand           | 6          | 2014, 2015, 2016, 2017, 2018, 2023                                                       | Gruppenphase    |
| Tschechien         | 12         | 2010, 2015, 2016, 2017, 2018, 2019, 2020, 2021, 2022, 2023, 2024, 2025                   | Viertelfinale   |
| Ukraine            | 1          | 2023                                                                                     | Gruppenphase    |
| Ungarn             | 14         | 2012, 2013, 2014, 2015, 2016, 2017, 2018, 2019, 2020, 2021, 2022, 2023, 2024, 2025       | Achtelfinale    |
| Vereinigte Staaten | 15         | 2010, 2012, 2013, 2014, 2015, 2016, 2017, 2018, 2019, 2020, 2021, 2022, 2023, 2024, 2025 | Viertelfinale   |
| Wales              | 15         | 2010, 2012, 2013, 2014, 2015, 2016, 2017, 2018, 2019, 2020, 2021, 2022, 2023, 2024, 2025 | Sieger          |

## Finalisten
| Spieler               | Siege | Finalteiln. |
| --------------------- | ----- | ----------- |
| Raymond van Barneveld | 4     | 5           |
| Phil Taylor           | 4     | 5           |
| Adrian Lewis          | 4     | 5           |
| Michael van Gerwen    | 3     | 4           |
| Peter Wright          | 2     | 5           |
| Gerwyn Price          | 2     | 5           |
| Jonny Clayton         | 2     | 4           |
| Gary Anderson         | 1     | 4           |
| Simon Whitlock        | 1     | 2           |
| Michael Smith         | 1     | 2           |
| Damon Heta            | 1     | 1           |
| Co Stompé             | 1     | 1           |
| John Henderson        | 1     | 1           |
| Luke Humphries        | 1     | 1           |
| Josh Rock             | 1     | 1           |
| Daryl Gurney          | 1     | 1           |
| Rowby-John Rodriguez  | 0     | 2           |
| Mensur Suljović       | 0     | 2           |
| Mark Webster          | 0     | 2           |
| Barrie Bates          | 0     | 1           |
| Paul Nicholson        | 0     | 1           |
| Kim Huybrechts        | 0     | 1           |
| Ronny Huybrechts      | 0     | 1           |
| Steve Lennon          | 0     | 1           |
| William O’Connor      | 0     | 1           |
| Rob Cross             | 0     | 1           |

### Gesamtsiege nach Land
| Land        | Siege | 2. Platz | Final-Teilnahme | Turnier-Teilnahmen |
| ----------- | ----- | -------- | --------------- | ------------------ |
| England     | 5     | 2        | 7               | 15                 |
| Niederlande | 4     | 1        | 5               | 15                 |
| Wales       | 2     | 4        | 6               | 15                 |
| Schottland  | 2     | 3        | 5               | 15                 |
| Australien  | 1     | 1        | 2               | 15                 |
| Nordirland  | 1     | 0        | 1               | 15                 |
| Österreich  | 0     | 2        | 2               | 15                 |
| Belgien     | 0     | 1        | 1               | 15                 |
| Irland      | 0     | 1        | 1               | 15                 |

### Gesamtsiege nach Team
| Spieler Team                                 | Team        | Siege | 2. Platz | Final-Teilnahmen | Turnier-Teilnahmen |
| -------------------------------------------- | ----------- | ----- | -------- | ---------------- | ------------------ |
| Phil Taylor und Adrian Lewis                 | England     | 4     | 1        | 5                | 6                  |
| Michael van Gerwen und Raymond van Barneveld | Niederlande | 3     | 1        | 4                | 6                  |
| Gerwyn Price und Jonny Clayton               | Wales       | 2     | 2        | 4                | 7                  |
| Gary Anderson und Peter Wright               | Schottland  | 1     | 3        | 4                | 7                  |
| Raymond van Barneveld und Co Stompé          | Niederlande | 1     | 0        | 1                | 1                  |
| Peter Wright und John Henderson              | Schottland  | 1     | 0        | 1                | 1                  |
| Luke Humphries und Michael Smith             | England     | 1     | 0        | 1                | 1                  |
| Josh Rock und Daryl Gurney                   | Nordirland  | 1     | 0        | 1                | 1                  |
| Simon Whitlock und Damon Heta                | Australien  | 1     | 0        | 1                | 5                  |
| Mensur Suljović und Rowby-John Rodriguez     | Österreich  | 0     | 2        | 2                | 9                  |
| Simon Whitlock und Paul Nicholson            | Australien  | 0     | 1        | 1                | 5                  |
| Kim Huybrechts und Ronny Huybrechts          | Belgien     | 0     | 1        | 1                | 5                  |
| Mark Webster und Gerwyn Price                | Wales       | 0     | 1        | 1                | 2                  |
| Steve Lennon und William O’Connor            | Irland      | 0     | 1        | 1                | 3                  |
| Michael Smith und Rob Cross                  | England     | 0     | 1        | 1                | 3                  |
| Mark Webster und Barrie Bates                | Wales       | 0     | 1        | 1                | 1                  |